# Kringl domen
Kringl domeni su autonomni proteinski domeni koji formiraju velike petlje stabilizovane sa 3 disulfidne veze. Oni učestvuju u protein-protein interakcijama sa krvnim koagulacionim faktorima. Ime kringl potiče od skandinavskog peciva na koje ove strukture podsećaju.
Kringl domen je nađen u plazminogenima, hepatocitnim faktorima rasta, protrombinu, o apolipoproteinu (a).
Ovi domeni su nađeni u mnogim koagulacionim i fibrinolitičkim proteinima. Kringl domeni učestvuju u vezivanju posrednika (npr., membrana, drugih proteina ili fosfolipida), kao i u regulaciji proteolitičke aktivnosti. Kringl domeni sadrže trostruku petlju i 3 disulfidna mosta, čija conformacija je definisana brojnim vodoničnim vezama i malim segmentima antiparalelnih beta ravni. Oni se javljaju sa promenljivim brojem kopija u proteinima plazme, uključujući protrombin i urokinazni tip plasminogenog aktivatora, koji su serinske proteaze iz MEROPS peptidazne familije S1A.

## Ljudski proteini koji sadrže ovaj domena
-{ATF; F12; F2; HABP2; HGF; HGFAC; KREMEN1; KREMEN2;
LPA; LPAL2; MST1; PIK3IP1; PLAT; PLAU; PLG; PRSS12; ROR1; ROR2;
}-

## Spoljašnje veze
- [http://www.expasy.org/cgi-bin/nicedoc.pl?PDOC00020